# 合川村 (大分県)
合川村（あいかわむら）は、大分県大野郡にあった村。現在の豊後大野市の一部にあたる。

## 地理
大野川支流・奥嶽川の流域に位置していた。

## 歴史
- 1889年（明治22年）4月1日、町村制の施行により、大野郡六種村、宇田枝村、左右知村、平石村が合併して村制施行し、合川村が発足[1][2]。旧村名を継承した六種、宇田枝、左右知、平石の4大字を編成[2]。
- 1897年（明治30年）シイタケ栽培開始[2]
- 1902年（明治35年）新式木炭製造開始[2]
- 1904年（明治37年）宇田枝井路が完工し畑作から水田地帯に転換[2]。
- 1921年（大正10年）合川電力会社操業し村内点灯[2]。
- 1932年（昭和7年）4月1日、大野郡南緒方村大字馬背畑・大化（一部、字上犬塚）を編入[1][2]。大字馬背畑、大化を加えて6大字となる[2]。
- 1934年（昭和9年）農林省直営森林鉄道敷設[2]
- 1955年（昭和30年）1月1日、大野郡牧口村、白山村と合併し、清川村を新設して廃止された[1][2]。

## 産業
- 農業、林業、シイタケ、木炭[2]